# Mutiabal
Mutiabal – w II tys. p.n.e. nazwa krainy w Mezopotamii (zapewne wywodząca się od nazwy ludu Mutiabalczyków) leżąca w bezpośrednim sąsiedztwie, bądź stanowiąca północną część kraju Emutbal. W czasach Hammurabiego Mutiabal stanowiło rejon pogranicza babilońsko-elamickiego.